# Cabin Fever (2002)
Cabin Fever (bra: Cabana do Inferno; prt: A Cabana do Medo)  é um filme estadunidense de 2002, dos gêneros suspense e terror, dirigido por Eli Roth, com roteiro de Randy Pearlstein e do próprio diretor.

## Sinopse
De férias, cinco jovens universitários resolvem ir para uma cabana na floresta, até que um deles contrai uma terrível doença que apodrece a pele e a queima de dentro pra fora, levando o grupo a uma batalha entre amigos por causa do medo de contaminação. 

## Elenco
- Rider Strong  ...   Paul
- Jordan Ladd  ...   Karen
- James DeBello  ...   Bert
- Cerina Vincent  ...   Marcy
- Joey Kern  ...   Jeff
- Arie Verveen ...   Henry
- Robert Harris  ...  Cadwell
- Hal Courtney   ...  Tommy
- Matthew Helms  ...  Dennis
- Richard Boone  ...  Fenster
- Tim Parati  ...  Andy
- Eli Roth  ...  Justin / Grim (como David Kaufbird)